# Hamlin (Kansas)
Hamlin è un comune degli Stati Uniti d'America, situato nello Stato del Kansas, nella contea di Brown.